# سیارک ۴۵۵۸
سیارک ۴۵۵۸ (به انگلیسی: 4558 Janesick، نامگذاری:1988NF) چهار هزار و پانصد و پنجاه و هشتمین سیارک کشف شده‌است که در ۱۲ ژوئیه ۱۹۸۸ کشف شد.
قدر مطلق سیارک برابر ۱۲٫۲۰ است.